# Achva jehudit-aravit
Achva jehudit-aravit (hebrejsky: אחווה יהודית-ערבית, arabsky: الأخوة اليهودية العربية, doslova Židovsko-arabské bratrství) je bývalá izraelská politická strana izraelských Arabů existující v letech 1968–1969.

## Okolnosti vzniku a ideologie strany
Strana byla založena 22. října 1968 během fungování šestého Knesetu zvoleného ve volbách roku 1965, když se poslanec Elias Nachla odtrhl od své strany Kidma ve-pituach (Pokrok a rozvoj) a založil vlastní politickou formaci. Strana ale neměla dlouhou samostatnou existenci, protože již do voleb roku 1969 šel Nachla na kandidátní listině jiné arabské strany – Šituf ve-achva (Spolupráce a bratrství).